# 1995 a sportban
1995 legfontosabb sporteseményei a következők voltak:
- Egerszegi Krisztina úszó kétszeres Európa-bajnok (200 m hát és 400 m vegyes), második helyezett (női 4 × 100 m vegyes váltó) és rövid pályás Európa-csúcstartó
- Michael Schumacher nagy küzdelemben 2 versennyel a világbajnokság vége előtt megvédi az 1994-ben megszerzett világbajnoki címét. Így már kétszeres világbajnok lett.
- A Ferencváros labdarúgócsapata bejut a Bajnokok Ligája csoportkörébe, ahol a csoport harmadik helyén végez, olyan csapatok között, mint a későbbi győztes holland Ajax Amsterdam, a spanyol Real Madrid és a svájci Grasshoppers.
- május 4–15. – Berlinben rendezik meg a 8. amatőr ökölvívó-világbajnokságot.
- szeptember 10. – október 16. – New Yorkban rendezik a Garri Kaszparov–Visuvanádan Ánand közötti PCA sakkvilágbajnoki döntőt, amelyen Kaszparov megvédi címét.

## Születések

### Január
- január 1. – Florijana Ismaili, svájci válogatott női labdarúgó († 2019)
- január 3.
  - Czékus Eszter, magyar szinkronúszó, olimpikon
  - Tonny Vilhena, U17-es Európa-bajnok holland válogatott labdarúgó
- január 4. – Miguel Oliveira, portugál motorversenyző
- január 5. – Kókány Regina, magyar labdarúgó
- január 6.
  - Sedlmayer Tamás, LEN-Európa-kupa-győztes magyar válogatott vízilabdázó
  - Winifer Fernández, dominikai röplabdázónő
  - Zeller Dóra, magyar labdarúgó
- január 7.
  - Julija Antonovna Putyinceva orosz származású, kazah színekben játszó teniszezőnő
  - Filipe Nascimento, portugál korosztályos válogatott labdarúgó
  - Toni Villa, spanyol labdarúgó
  - Richie Laryea, kanadai válogatott labdarúgó
- január 9.
  - Dominik Livaković, világbajnoki ezüstérmes horvát válogatott labdarúgó
  - Grischa Prömel, olimpiai ezüstérmes német válogatott labdarúgó
- január 10.
  - Andreas Ivan, román labdarúgó
  - Tan Sze-hszin, kínai tornász
- január 12. – Alessio Romagnoli, olasz válogatott labdarúgó
- január 13. – Makszim Vlagyimirovics Mamin, U20-as világbajnoki ezüstérmes orosz jégkorongozó
- január 14. – Lucas Venuto, brazil labdarúgó
- január 15. – Anuar Tuhami, spanyol születésű marokkói válogatott labdarúgó
- január 16. – Sam Adekugbe, kanadai válogatott labdarúgó
- január 17.
  - Burián Katalin, Európa-bajnoki bronzérmes magyar úszó, olimpikon
  - Michael Geerts, belga teniszező
  - Fabian Holthaus, U19-es Európa-bajok német labdarúgó
  - Kiss Szofi, magyar szinkronúszó, olimpikon
- január 18. – Samu Castillejo, spanyol labdarúgó
- január 19.
  - Martinez Arturo Emanuel, argentin labdarúgó
  - Mathieu van der Poel, cyclo-cross és országúti világbajnok holland profi kerékpárversenyző
- január 20. – Davie Selke, olimpiai ezüstérmes német válogatott labdarúgó
- január 22. – Avtandil Kentcsadze, világbajnoki ezüstérmes grúz szabadfogású birkózó
- január 23.
  - Stefano Vecchia, svéd labdarúgó
  - Marius Høibråten, norvég labdarúgó
- január 24. – Yeray Álvarez, spanyol korosztályos válogatott labdarúgó
- január 26. – Felix Lohkemper, U19-es Európa-bajok német labdarúgó
- január 27. – Harrison Reed, angol labdarúgó
- január 28.
  - Wylan Cyprien, francia labdarúgó
  - Marc-Oliver Kempf, U19-es és U21-es Európa-bajok német labdarúgó
- január 30.
  - Jack Laugher, angol ifjúsági Európa- és világbajnok műugró
  - Marcos Llorente, U21-es Európa-bajnoki ezüstérmes, UEFA-bajnokok ligája-, UEFA-szuperkupa- és FIFA-klubvilágbajnokság-győztes  spanyol válogatott labdarúgó
  - Gregory Karlen, svájci korosztályos válogatott labdarúgó

### Február
- február 1.
  - Jay Lelliott, Európa-bajnoki bronzérmes brit úszó
  - Jack McLoughlin, világbajnok ausztrál úszó
- február 2. – Ihor Ihorovics Haratyin, ukrán labdarúgó
- február 4. – Pione Sisto, ugandai születésű dán válogatott labdarúgó
- február 5.
  - Pásztor Bence, magyar ifjúsági világbajnok kalapácsvető
  - Dimitri Cavaré, guadeloupe-i válogatott labdarúgó
  - Paul Arriola, amerikai válogatott labdarúgó
- február 6.
  - Nyck de Vries, holland autóversenyző
  - Leon Goretzka, olimpiai ezüstérmes német válogatott labdarúgó
  - Sam McQueen, angol labdarúgó
  - Enzo Crivelli, francia korosztályos válogatott labdarúgó
- február 7. – Rocco Giordano, olasz labdarúgó
- február 8.
  - Jao Csin-nan, kínai tornász
  - Joshua Kimmich, U19-es Európa-bajnok, felnőtt Európa-bajnoki bronzérmes és konföderációs kupa-győztes német válogatott labdarúgó
- február 9. – Bánhidi Bence, magyar válogatott kézilabdázó
- február 10. – Bryan de Jesús, ecuadori labdarúgó
- február 13.
  - Georges-Kévin N’Koudou, francia labdarúgó
  - Bård Finne, norvég válogatott labdarúgó
  - Frederik Børsting, dán korosztályos válogatott labdarúgó
- február 14.
  - Bóta Botond, magyar műugró
  - Diego Fagúndez, uruguayi korosztályos válogatott labdarúgó
- február 15.
  - Sara Däbritz, olimpiai és Európa-bajnok német válogatott labdarúgó
  - Joe Lumley, angol labdarúgó
- február 16. – Jānis Ikaunieks, lett válogatott labdarúgó
- február 17. – Madison Keys, amerikai hivatásos teniszezőnő
- február 18. – Iikka Kangasniemi, finn jégkorongozó
- február 19.
  - Mikkel Desler, dán válogatott labdarúgó, olimpikon
  - Alassane Diallo, mali labdarúgó
- február 20. – Franco Negri, argentin labdarúgó
- február 22.
  - Adam Brodecki, svéd válogatott jégkorongozó
  - Daniel Armando Ríos, mexikói labdarúgó
- február 24.
  - Luca Ghiotto, olasz autóversenyző
  - Nebojša Kosović, montenegrói válogatott labdarúgó
  - Emanuel Taffertshofer, német labdarúgó
- február 25. – John Filippi, francia autóversenyző
- február 27. – Jim Allevinah, gaboni válogatott labdarúgó
- február 28. – Uche Ikpeazu, angol labdarúgó

### Március
- március 1. – Tate Schmitt, amerikai labdarúgó
- március 2.
  - Fabian Bredlow, német labdarúgó
  - Mats Møller Dæhli, norvég válogatott labdarúgó
  - Jahja Atjat Állah, marokkói válogatott labdarúgó
- március 3.
  - J’Den Cox, világbajnok és olimpiai bronzérmes amerikai birkózó
  - Bryan Cristante, olasz labdarúgó
- március 4.
  - Malin Aune, Európa-bajnok norvég válogatott kézilabdázó
  - Mallory Maxine Velte, világbajnoki bronzérmes amerikai női szabadfogású birkózó
- március 6. – Mikita Ivanavics Korzun, fehérorosz válogatott labdarúgó
- március 7. – Mamudo Moro, ghánai labdarúgó
- március 8.
  - Luca Brecel, belga snookerjátékos
  - Keita Baldé, szenegáli válogatott labdarúgó
  - Florian Kamberi, svájci korosztályos válogatott labdarúgó
- március 9. – Cristian Arango, kolumbiai válogatott labdarúgó
- március 12. – Andrea Chiarabini, olasz műugró
- március 13. – Anna Viktorovna Vjahireva, olimpiai bajnok orosz kézilabdázó
- március 14.
  - Búzás Dorottya, erdélyi magyar biatlonista, sífutó
  - Sandy Walsh, belga-holland labdarúgó
- március 15. – Jarosław Niezgoda, lengyel korosztályos válogatott labdarúgó
- március 17. – Lucas Suárez, argentin labdarúgó
- március 18. – Anthony Syhre, német labdarúgó
- március 19.
  - Héctor Bellerín, spanyol válogatott labdarúgó
  - Marvin Kirchhöfer, német autóversenyző
- március 23. – Alex Michel Bjurberg Kessidis, svéd kötöttfogású birkózó
- március 26. – Bruno Leite, portugál születésű zöld-foki köztársaságbeli válogatott labdarúgó
- március 27.
  - Mac Bohonnon, amerikai síakrobata
  - John-Henry Krueger, olimpiai ezüstérmes amerikai születésű magyar rövidpályás gyorskorcsolyázó
  - Zaur Rizvanovics Ugujev, világbajnok orosz szabadfogású birkózó
- március 28. – Josh Morrissey, U18-as, U20-as világbajnok és felnőtt világbajnoki ezüstérmes kanadai válogatott jégkorongozó
- március 29.
  -     - Filippo Bandinell, olasz labdarúgó

  - Frantzdy Pierrot, haiti válogatott labdarúgó
  - Paul Seguin, német labdarúgó
- március 30. – Tao Geoghegan Hart, Giro d’Italia győztes brit országútikerékpár-versenyző

### Április
- április 1.
  - Kadidiatou Diani, U17-es világbajnok és U19-es Európa-bajnok francia női válogatott labdarúgó
  - Chadrac Akolo, kongói DK válogatott labdarúgó
- április 2. – Vladislavs Gutkovskis, lett válogatott labdarúgó
- április 3.
  - Adrien Rabiot, francia válogatott labdarúgó
  - Cristian Espinoza, argentin korosztályos válogatott labdarúgó
- április 4. – Walace, brazil válogatott labdarúgó
- április 5. – John Olav Norheim, norvég labdarúgó
- április 6. – Keshi Anderson, angol labdarúgó
- április 7. – Nagy Alexandra, magyar női labdarúgó
- április 9. – Böðvar Böðvarsson, izlandi labdarúgó
- április 11. – Cavan Biggio, U18-as világbajnok amerikai baseballjátékos
- április 12. – Przemysław Frankowski, lengyel válogatott labdarúgó
- április 15.
  - Michael Chadwick, világbajnok amerikai úszó
  - Niklas Stark, U19-es Európa-bajnok német labdarúgó
- április 17. – Will Hughes, angol labdarúgó
- április 18.
  - Robin Fechner, német labdarúgó
  - Conor Grant, angol labdarúgó
  - I Szungjun, olimpiai és világbajnok dél-koreai íjász
- április 19.
  - Kevin Akpoguma, U19-es Európa-bajnok német labdarúgó
  - Carlos Gruezo, ecuadori válogatott labdarúgó
  - Wesley Saïd, francia korosztályos válogatott labdarúgó
- április 20.
  - Christian Kouakou, svéd korosztályos válogatott labdarúgó
  - Patryk Kun, lengyel korosztályos válogatott labdarúgó
- április 22. – Adam Lamhamedi, marokkói–kanadai kettős állampolgárságú alpesisíző
- április 23. – Callum O’Dowda, ír válogatott labdarúgó
- április 25. – Marvin Schwäbe, U17-es Európa-bajnoki ezüstérmes és U21-es Európa-bajnok német labdarúgó
- április 26. – Rémi Walter, francia korosztályos válogatott labdarúgó
- április 27. – Paddy McNair, északír válogatott labdarúgó
- április 28.
  - Andrea Mitchell D’Arrigo, világ- és Európa-bajnoki ezüstérmes olasz-amerikai úszó, olimpikon
  - Alexander Graham, világbajnok ausztrál úszó
- április 29. – Rivaldinho, brazil labdarúgó

### Május
- május 1. – Gyurján Márton, magyar labdarúgó
- május 4. – Fabian Piasecki, lengyel korosztályos válogatott labdarúgó
- május 5. – James Connor, ausztrál műugró
- május 7. – Seko Fofana, elefántcsontparti válogatott labdarúgó
- május 11.
  - Gelson Martins, zöld-foki születésű portugál válogatott labdarúgó
  - Pizzi, portugál válogatott labdarúgó
- május 12.
  - Irina Pavlovna Hromacsova, orosz hivatásos teniszezőnő
  - Yona Knight-Wisdom, jamaicai műugró
  - Mariusz Stępiński, lengyel labdarúgó
  - Buse Tosun, világ- és Európa-bajnoki bronzérmes török női szabadfogású birkózó
- május 13. – Alex Santana, brazil labdarúgó
- május 14. – Bernardo Fernandes da Silva Junior, brazil labdarúgó
- május 16.
  - Mirko Marić, horvát válogatott labdarúgó
  - Mark Delgado, amerikai válogatott labdarúgó
- május 17. – Stian Rode Gregersen, norvég válogatott labdarúgó
- május 18.
  - Niklas Sandberg, norvég labdarúgó
  - Jáder Obrian, kolumbiai labdarúgó
- május 19. – Connor Hellebuyck, amerikai válogatott jégkorongozó
- május 20. – Paweł Dawidowicz, lengyel válogatott labdarúgó
- május 23. – Dylan Castanheira, amerikai labdarúgó
- május 25. – Joó Sára, magyar úszó
- május 29. – Dženan Bureković, bosnyák labdarúgó
- május 31. – Marko Kolar, horvát korosztályos válogatott labdarúgó

### Június
- június 3.
  - Mihail Dzsavansirovics Dovgaljuk, világbajnok orosz úszó
  - Nick Robertson, ausztrál ausztrál futballjátékos
  - Cristian Roldan, amerikai válogatott labdarúgó
- június 6. – William Forsyth, brit rögbijátékos († 2020)
- június 9.
  - Jimmy Duquennoy, belga országúti kerékpáros († 2018)
  - Ethan Horvath, amerikai válogatott labdarúgó
- június 10. – Nené, portugál korosztályos válogatott labdarúgó
- június 11. – Russell Canouse, amerikai korosztályos válogatott labdarúgó
- június 15. – Habib Diallo, szenegáli válogatott labdarúgó
- június 16.
  - Szergej Alekszandrovics Jemelin, Európa-bajnok orosz kötöttfogású birkózó
  - Damian Szymański, lengyel válogatott labdarúgó
- június 17.
  - Teemu Kivihalme, finn válogatott jégkorongozó
  - Niko Ojamäki, U18-as világbajnoki bronzérmes, olimpiai és világbajnok finn válogatott jégkorongozó
- június 18.
  - Huszák Alexandra, magyar jégkorongozó
  - Mario Hermoso, spanyol válogatott labdarúgó
- június 20.
  - Celia Jiménez, spanyol válogatott labdarúgó
  - Brandt Bronico, amerikai labdarúgó
- június 22. – Kasim Nuhu, ghánai válogatott labdarúgó
- június 27. – Otar Kakabadze, grúz válogatott labdarúgó
- június 28. – Carlos Abad, spanyol labdarúgó
- június 29. – Nicholas Latifi, iráni-kanadai autóversenyző, Formula–1-es pilóta
- június 30. – Andrea Petagna, olasz labdarúgó, csatár

### Július
- július 1.
  - Komnen Andrić, szerb labdarúgó
  - Krzysztof Piątek, lengyel válogatott labdarúgó
- július 2. – Albert Vallci, osztrák labdarúgó
- július 4.
  - Devin Brosseau, kanadai jégkorongozó
  - Álex Berenguer, spanyol labdarúgó
  - Johann André Forfang, norvég síugró
- július 5.
  - Baily Cargill, angol labdarúgó
  - Nagy Bence, magyar válogatott kézilabdázó
  - Erikson Lima, zöld-foki köztársasági válogatott labdarúgó
- július 6.
  - Eric Comrie, kanadai jégkorongozó
  - Victor Wernersson, svéd labdarúgó
- július 7.
  - Alexander Brunst, német labdarúgó
  - Dawid Szymonowicz, lengyel korosztályos válogatott labdarúgó
- július 8. – Tom Barlow, amerikai labdarúgó
- július 9. – João Palhinha, U19-es Európa-bajnoki ezüstérmes portugál válogatott labdarúgó
- július 11. – Nyikita Hajkin, izraeli születésű orosz labdarúgó
- július 12. – Moses Simon, nigériai válogatott labdarúgó
- július 14. – Serge Gnabry, olimpiai ezüstérmes, U21-es Európa-bajnok, UEFA-bajnokok ligája, UEFA-szuperkupa és FIFA-klubvilágbajnokság-győztes német válogatott labdarúgó
- július 15. – Corentin Jean, francia korosztályos válogatott labdarúgó
- július 18. – Kristian Eriksen, norvég labdarúgó
- július 19.
  - Manuel Akanji, svájci válogatott labdarúgó
  - Tatiana Chișca, moldáv úszó
  - Hujber Tamás, labdarúgó
  - Matt Miazga, CONCACAF-aranykupa-győztes amerikai válogatott labdarúgó
  - Damian Warchoł, lengyel labdarúgó
- július 20.
  - Dylan Mertens, holland labdarúgó
  - A. J. Ouellette, amerikai amerikaifutball- és kanadaifutball-játékos
- július 21. – Branco van den Boomen, holland labdarúgó
- július 23.
  - Leonardo Kútrisz, görög válogatott labdarúgó
  - Arthur Rinderknech, francia teniszező
- július 24. – Kellyn Acosta, amerikai válogatott labdarúgó
- július 25. – Brandon Borrello, ausztrál válogatott labdarúgó
- július 28. – Perl Zoltán, magyar válogatott kosárlabdázó
- július 29. – Neal Pionk, világbajnoki bronzérmes amerikai válogatott jégkorongozó

### Augusztus
- augusztus 2. – Mathias Hebo, dán válogatott labdarúgó
- augusztus 3. – Zac Gallen, amerikai baseballjátékos
- augusztus 4.
  - James Weir, angol labdarúgó
  - Andreas Vindheim, norvég válogatott labdarúgó
- augusztus 7.
  - Nicolas Bürgy, svájci korosztályos válogatott labdarúgó
  - Jarosław Kubicki, lengyel korosztályos válogatott labdarúgó
- augusztus 8. – Runar Hove, norvég labdarúgó
- augusztus 9. – Darja Jevgenyjevna Dmitrijeva, olimpiai bajnok orosz válogatott kézilabdázó
- augusztus 10.
  - Lawrence Shankland, skót válogatott labdarúgó
  - Szergej Viktorovics Szemjonov, olimpiai bronzérmes orosz kötöttfogású birkózó
- augusztus 12. – Grejohn Kyei, francia labdarúgó
- augusztus 17. – Rasmus Alm, svéd labdarúgó
- augusztus 22. – Diana Bulimar, olimpiai bronzérmes és Európa-bajnok román tornász
- augusztus 24. – Jay Litherland, olimpiai és világbajnoki ezüstérmes amerikai úszó
- augusztus 25.
  - Jack Elliott, angol labdarúgó
  - Luis Amarilla, paraguayi válogatott labdarúgó
- augusztus 26.
  - Sullay Kaikai, angol labdarúgó
  - Herman Stengel, norvég labdarúgó
  - Ranger Suárez, venezuelai baseballjátékos
- augusztus 27. – Szergej Olegovics Szirotkin, orosz autóversenyző, Formula–1-es pilóta
- augusztus 28. – Andreas Wellinger, német síugró
- augusztus 29. – Gera Dániel, magyar labdarúgó
- augusztus 31. – Bobál Gergely, magyar labdarúgó

### Szeptember
- szeptember 2. – Aleksandr Barkov, olimpiai bronzérmes és világbajnoki ezüstérmes finn válogatott jégkorongozó
- szeptember 3. – Korsós Dorina, magyar válogatott kézilabdázó
- szeptember 4. – Taxiárhisz Fúndasz, görög válogatott labdarúgó
- szeptember 5. – Lina Hurtig, U19-es Európa-bajnok és világbajnoki bronzérmes svéd női válogatott labdarúgó
- szeptember 8. – Vincent Sierro, svájci labdarúgó
- szeptember 10. – Jack Grealish, angol labdarúgó, középpályás
- szeptember 13. – Jerry Tollbring, svéd válogatott kézilabdázó
- szeptember 14.
  - Maszuja Rika, japán válogatott labdarúgó
  - Sander Sagosen, norvég válogatott kézilabdázó
  - Francisco Rodríguez, svájci korosztályos válogatott labdarúgó
- szeptember 15. – Awer Mabil, ausztrál válogatott labdarúgó
- szeptember 17. – Manny Aparicio, argentin születésű kanadai válogatott labdarúgó
- szeptember 18. – Pongrácz Viktor, magyar labdarúgó
- szeptember 20.
  - Alejandro Grimaldo, spanyol labdarúgó
  - Rob Holding, angol labdarúgó
  - Mikkel Maigaard, dán labdarúgó
  - Eric Oelschlägel, német labdarúgó
- szeptember 21. – Wyatt Omsberg, amerikai labdarúgó
- szeptember 23. – Connor Roberts, walesi válogatott labdarúgó
- szeptember 25. – Judith Steinert, német női labdarúgó
- szeptember 27. – Fran Tudor, horvát válogatott labdarúgó
- szeptember 29.
  - Forgács Dávid, magyar labdarúgó
  - Jamasita Ajaka, japán válogatott labdarúgó
- szeptember 30. – Alex Muyl, amerikai labdarúgó

### Október
- október 1. – Diego Campos, Costa Rica-i korosztályos válogatott labdarúgó
- október 2.
  - Daníel Leó Grétarsson, izlandi válogatott labdarúgó
  - Kyle Wright, World Series bajnok amerikai baseballjátékos
- október 3. – Sander Kartum, norvég labdarúgó
- október 4.
  - Morten Bjørlo, norvég labdarúgó
  - Botic van de Zandschulp, holland teniszező
  - Henry Wingo, amerikai labdarúgó
- október 6. – Jake Bauers, amerikai baseballjátékos
- október 7. – Nyikolaj Szergejevics Goldobin, orosz jégkorongozó
- október 8. – Ado Onaiwu, japán válogatott labdarúgó
- október 9.
  - Chuba Akpom, angol labdarúgó
  - Kenny Tete, holland válogatott labdarúgó
- október 10.
  - Quentin Maceiras, svájci labdarúgó
  - Guilherme Schettine, brazil labdarúgó
- október 12. – Thomas Lemar, guadeloupei származású francia válogatott labdarúgó, középpályás
- október 13.
  - Oliver Schnitzler, U19-es Európa-bajnok német labdarúgó
  - Mijake Siori, japán válogatott labdarúgó
- október 14. – Aik Mnatszakanian, világbajnoki bronzérmes örmény származású, bolgár kötöttfogású birkózó
- október 16. – Pak Szangjong, olimpiai bajnok dél-koreai párbajtőrvívó
- október 17. – Alekszej Andrejevics Mirancsuk, orosz válogatott labdarúgó
- október 18.
  - Christian Bassogog, afrikai nemzetek kupája győztes kameruni válogatott labdarúgó
  - Fousseni Diabaté, francia születésű mali labdarúgó, középpályás
  - Rubén Duarte, spanyol labdarúgó
- október 19. – Hannes Björninen, olimpiai bajnok és világbajnoki ezüstérmes finn válogatott jégkorongozó
- október 21. – Connor Randall, angol labdarúgó
- október 24. – Anthony DeAngelo, amerikai jégkorongozó
- október 26. – Matías Vera, argentin labdarúgó
- október 27. – Leon Draisaitl, német jégkorongozó
- október 28. – Szabó Balázs, magyar labdarúgó
- október 29. – Hiraoka Taku, olimpiai bronzérmes japán hódeszkás
- október 30.
  - Lukács Viktória, magyar válogatott kézilabdázó, olimpikon
  - Sondre Sørli, norvég labdarúgó
  - Unai López, spanyol korosztályos válogatott labdarúgó
  - Alexander Johansson, svéd labdarúgó
- október 31.
  - Darnell Furlong, angol labdarúgó
  - Predrag Rajković, szerb válogatott labdarúgó

### November
- november 1. – Telegdy Ádám, magyar úszó, olimpikon
- november 6.
  - Mama Balde, bissau-guineai válogatott labdarúgó
  - Sam Reinhart, U18-as, U20-as és felnőtt világbajnok kanadai jégkorongozó
- november 9.
  - Luca Cupido, világliga ezüstérmes olasz származású amerikai válogatott vízilabdázó
  - Fabiano Parisi, olasz labdarúgó
- november 15. – Blake Pieroni, olimpiai és világbajnok amerikai úszó
- november 16.
  - André Zambo Anguissa, kameruni válogatott labdarúgó
  - Szabó Zsolt, magyar autóversenyző
  - Emanuel Reynoso, argentin labdarúgó
- november 17.
  - Dombi Luca, magyar válogatott kézilabdázó
  - Benjamin Gischard, Európa-bajnoki ezüstérmes svájci tornász
- november 20.
  - Théo Bongonda, belga születésű kongói DK válogatott labdarúgó
  - David Fry, amerikai baseballjátékos
  - Liu Shaolin Sándor, olimpiai bajnok, világbajnok, Európa-bajnok és világkupagyőztes kínai származású magyar rövidpályás gyorskorcsolyázó
  - Amed Rosario, dominikai baseballjátékos
  - Kyle Frederick Snyder, olimpiai és világbajnok amerikai szabadfogású birkózó
- november 29. – Brandon Bye, amerikai labdarúgó
- november 30. – Rafael Ratao, brazil labdarúgó

### December
- december 2. – André Moreira, portugál labdarúgó
- december 3.
  - Julius Honka, U20-as világbajnok finn jégkorongozó
  - Timon Wellenreuther, német labdarúgó
- december 5.
  - Nick Ritchie, U18-as és U20-as világbajnok kanadai jégkorongozó
  - Alexander Sørloth, norvég válogatott labdarúgó
- december 7. – Santi Mina, spanyol labdarúgó
- december 8.
  - Thatcher Demko, amerikai jégkorongozó
  - Álex Rins, spanyol motorversenyző
- december 13. – Marvin Friedrich, német labdarúgó
- december 14. – Ivan Dmitrijevics Barbasev, orosz jégkorongozó
- december 15. – Josh Harrop, angol labdarúgó
- december 18. – Théo Valls, francia labdarúgó
- december 19.
  - Kékesi Márton, magyar alpesisíző, olimpikon
  - Nikola Maraš, szerb válogatott labdarúgó
- december 24.
  - Lynden Gooch, amerikai válogatott labdarúgó
  - Anett Kontaveit, észt hivatásos teniszezőnő
  - Ylldren Ibrahimaj, norvég születésű koszovói válogatott labdarúgó
- december 29.
  - Kim Hanszol dél-koreai tornász, olimpikon
  - Kirill Gennagyjevics Prigoda, világ- és Európa-bajnok orosz úszó
- december 30.
  - Nyikita Szergejevics Serbak, orosz jégkorongozó
  - Vadnai Benjamin, magyar vitorlázó, olimpikon

## Halálozások
- január 8. – Ballya Hugó, Európa-bajnok magyar evezős, edző (* 1908)
- január 19. – Joseph Vliers, belga válogatott labdarúgócsatár, edző (* 1932)
- január 21. – Alex Groza, olimpiai bajnok amerikai válogatott kosárlabdázó (* 1926)
- január 31. – Balthazár Lajos, olimpiai és világbajnoki ezüstérmes magyar vívó, sportvezető (* 1921)
- február 1. – Antal Róbert, olimpiai bajnok magyar vízilabdázó (* 1921)
- február 10. – Jesús Garay, spanyol válogatott labdarúgó (* 1930)
- február 21. – Bárány István, olimpiai ezüstérmes, Európa-bajnok magyar úszó, edző, sportvezető, szakíró (* 1907)
- április 2. – Henri Guérin, francia válogatott labdarúgó, edző († 1921)
- április 3. – Bogusław Zych, világbajnok, olimpiai és Európa-bajnoki bronzérmes lengyel tőrvívó (* 1951)
- április 7. – Rogelio Farías, chilei válogatott labdarúgó (* 1949)
- április 16. – Josef Hügi, svájci válogatott labdarúgó (* 1930)
- április 23. – Viktor Pavlovics Getmanov, szovjet válogatott orosz labdarúgó (* 1940)
- május 5. – Mihail Moiszejevics Botvinnik szovjet sakknagymester, sakkvilágbajnok, hatszoros sakkolimpiai bajnok (* 1911)
- május 6. – Karakas Éva, magyar sakkozó, női nemzetközi nagymester, nyolcszoros magyar bajnok, mesteredző (* 1922)
- június 27. – Nida Senff, olimpiai bajnok holland úszó (* 1920)
- július 8. – Kovács Pál, olimpiai bajnok magyar vívó (* 1912)
- július 16. – Juan Manuel Fangio, argentin autóversenyző, világbajnok Formula–1-es pilóta (* 1911)
- augusztus 27. – Václav Ježek, Európa-bajnok csehszlovák labdarúgóedző (* 1923)
- szeptember 9. – Erik Nilsson, olimpiai bajnok svéd válogatott labdarúgó (* 1916)
- szeptember 15. – Gunnar Nordahl, olimpiai bajnok svéd válogatott labdarúgó (* 1921)
- október 16. – Günther Happich, osztrák válogatott labdarúgó, középpályás (* 1952)
- november 19. – Charles Doe, kétszeres olimpiai bajnok amerikai rögbijátékos (* 1898)
- november 20. – Szergej Mihajlovics Grinkov, olimpiai, világ- és Európa-bajnok szovjet-orosz páros műkorcsolyázó (* 1967)
- december 4. – Giorgio Bocchino, olimpiai és világbajnok olasz tőrvívó. (* 1913)
- december 19. – René Lemoine, olimpiai és világbajnok francia tőr- és párbajtőrvívó, üzletember (* 1905)
- december 24. – Carlos Lapetra, Európa-bajnok spanyol válogatott labdarúgó (* 1938)